# Magyar Innovációs Nagydíj
A Magyar Innovációs Nagydíjat a Magyar Innovációs Szövetség (MISZ) alapította 1991-ben. A kiíró Magyar Innovációs Alapítvány kuratóriuma első ízben 1993. január 21-én hirdette meg az Innovációs Nagydíjat az 1992. évre vonatkozólag. Ezt követően a pályázat minden évben kiírásra került. 

## Célja
A Nagydíjat az a Magyarországon bejegyzett társaság kapja, amely a díjátadást megelőző évben nagy jelentőségű technológiai innovációt valósított meg, és ennek révén kiemelkedő üzleti hasznot ért el. Az innováció kiindulási alapja kutatás-fejlesztési eredmény, szabadalom, know-how alkalmazása, technológia-transzfer stb. lehet. Az eddigi huszonkilenc pályázati felhívásra összesen beérkezett, 1344 pályaműből 1171 volt megvalósult, sikeres innováció, és ezek közül 227 kapott különböző innovációs díjat.
Az év legjelentősebb innovációját elismerő Innovációs Nagydíj mellett, a kiemelkedő innovációs teljesítményekért további innovációs díjak kerülnek átadásra, úgymint: 
- Agrár Innovációs Díj,
- Környezetvédelmi Innovációs Díj,
- Ipari Innovációs Díj,
- Informatikai Innovációs Díj,
- a Szellemi Tulajdon Nemzet Hivatala Innovációs Díja,
- a Magyar Innovációs Szövetség Innovációs legjobb startup vállalkozás Különdíja.

A díjak átadására Budapesten, az Országházban kerül sor az ország innovációs szakembereinek és a sajtó képviselőinek részvételével.

## A díj odaítélése
A díjazottakról tekintélyes szakemberekből álló bírálóbizottság dönt, melynek elnöke a hivatalban levő – innovációs területet felügyelő – miniszter.
A Magyar Innovációs Nagydíj pályázat értékelésének szempontjai:
- az adott évben, az innovációból elért többleteredmény vagy többlet-árbevétel és más műszaki, gazdasági előnyök,
- eredetiség, újszerűség,
- társadalmi hasznosság.

## A kisplasztika
A díjat jelképező bronz kisplasztika vörösmárvány talapzaton – amelynek eredeti címe „Összehajló formák” – Borsos Miklós, Munkácsy- és Kossuth-díjjal kitüntetett szobrászművész készítette. Az alkotást a szobrász özvegye, Borsos Miklósné ajánlotta fel a díj céljaira.
A 2014. évtől a díjat új bronz kisplasztika jelképezi, melyet Sümegi László, formatervező alkotott.

## Nagydíjas pályázatok
- 1992: MOL Nyrt.: Környezetkímélő motorbenzin-gyártás a folyamatos katalizátor regenerálású reformáló-4 üzem révén
- 1993: Kiskun Kereskedelmi és Nemesítő Kft.: Hibridkukorica nemesítés genetikai bázisának megteremtése és a kukoricatermesztés hazai hibrid vetőmaggal való ellátása
- 1994: KÜRT Computer Kft.: Számítógépes környezetben megsérült adattárolóról történő információ-visszanyerés és -helyreállítás
- 1995: Rába Rt.: Futóműfejlesztések
- 1996: Nitrokémia 2000 Rt.: Új magyar növényvédő szer kifejlesztése, hazai és nemzetközi bevezetése
- 1997: Gabonatermesztési Kutató Kht.: A búza biológiai alapjainak fejlesztése és annak hatása a magyar búzatermesztésre
- 1998: Jura Trade Kht.: Rejtett Alakzat Technológia - digitális hamisítás-védelmi eljárás
- 1999: Innomed Medical Rt.: TOP-X HF nagyfrekvenciás röntgengenerátor-család
- 2000: 77 Elektronika Kft.: Dcont Personal egyéni vércukormérő
- 2001: ComGenex Rt.: Com-Genex Mátrix Technológia
- 2002: Richter Gedeon Vegyészeti Gyár Nyrt.: Paroxetin, a Rexetin® új magyar antidepresszáns készítmény hatóanyaga
- 2003: 3D HISTECH Kft.: Digitális szövettani laboratórium
- 2004: SOLVO Biotechnológiai Rt.: ABC transzporter tesztreagens termékcsalád
- 2005: Richter Gedeon Vegyészeti Gyár Nyrt.: Lisonorm®, kombinált hatóanyag-tartalmú vérnyomás-csökkentő gyógyszer
- 2006: MEDISO Orvosi Berendezés Fejlesztő és Szerviz Kft.: NanoSPECT/CT® in-vivo kisállat-vizsgáló rendszer
- 2007: MTA Talajtani és Agrokémiai Kutatóintézet, MTA Mezőgazdasági Kutatóintézete és a Pro Planta 3M Mezőgazdasági Szaktanácsadó Bt.: MTA TAKI - MTA MgKI költség- és környezetkímélő trágyázási szaktanácsadási rendszer és szoftver
- 2008: Robert Bosch Power Tool Elektromos Szerszámgyártó Kft.: UNEO az első lítium ionos fúrókalapács
- 2009: Paksi Atomerőmű Zrt.: Teljesítménynövelés a Paksi Atomerőmű blokkjain
- 2010: MEDISO Orvosi Berendezés Fejlesztő és Szerviz Kft.: NanoPET/CTTM kisállat-vizsgáló rendszer
- 2011: EGIS Gyógyszergyár Nyrt.: Vérrögképződés megelőzésére kifejlesztett Egitromb® 75 mg filmtabletta
- 2012: NNG Kft.: "iGO Automotive" navigációs szoftvertermék
- 2013: KVV Kőolajvezetéképítő Zrt.: Nagyszilárdságú csőtávvezetékek hegesztés-fejlesztése
- 2014: Sanatmetal Kft.: Vortex poliaxiális csontlemezrendszer
- 2015: evopro Innovation Kft. és evopro systems engineering Kft. konzorciuma: eRDM - dinamikus vasúti terhelésmérő és diagnosztikai rendszer
- 2016: 77 Elektronika Műszeripari Kft.: Félautomata vizelet üledék analizátor termékcsalád kifejlesztéséért és forgalmazásáért
- 2017: Richter Gedeon Nyrt.: a cariprazine (Vraylar®/Reagila®), egy új originális magyar gyógyszer kifejlesztéséért, gyártásáért és forgalmazásáért
- 2018: Omixon Biocomputing Kft.: újgenerációs transzplantációs genetikai teszt fejlesztéséért és globális piaci bevezetéséért
- 2019: 3DHISTECH KFT.: a digitális patológiai diagnosztika céljára kifejlesztett Pannoramic termékcsaládért
- 2020: Richter Gedeon Nyrt.: a Terrosa®, egy új bioszimiláris magyar gyógyszerért.
- 2021: CycloLab Kft.: SARS-CoV-2 vírusellenes gyógyszerkészítmény segédanyaga
- 2022: Mediso Kft.: Az ultramagas térerejű PET/MRI termékcsalád kifejlesztéséért.
- 2023: Egis Gyógyszergyár Zrt.: a DELIPID® Plus és TORVAZIN® Plus kombinációs gyógyszerkapszulák kifejlesztéséért.